# Agrostis lenta
Agrostis lenta é uma espécie de gramínea do gênero Agrostis, pertencente à família Poaceae.